# Calyptranthes calderonii
Calyptranthes calderonii är en myrtenväxtart som beskrevs av Paul Carpenter Standley. Calyptranthes calderonii ingår i släktet Calyptranthes och familjen myrtenväxter. Inga underarter finns listade i Catalogue of Life.